# Україна дипломатична
«Україна дипломатична» — науковий щорічник, у якому публікуються дослідження, присвячені міжнародним відносинам, культурі, історії, діяльності вітчизняних та іноземних дипломатичних представництв. Заснований у 2000 році Генеральною дирекцією з обслуговування іноземних представництв, Інститутом всесвітньої історії Національної академії наук України та Історичним клубом «Планета».
До редколегії у різний час входили відомі українські дипломати — Юрій Богаєвський, Борис Гуменюк, Анатолій Зленко, Ігор Турянський, Юрій Кочубей, Микола Кулінич, Сергій Пирожков, Володимир Хандогій, та учені — Ігор Алєксєєнко, Віктор Андрущенко, Степан Віднянський, Ігор Жалоба, Микола Железняк, Василь Кремень, Павло Гай-Нижник, Ірина Матяш, Григорій Перепелиця, Ростислав Сосса, Василь Туркевич, Ярослав Яцків.
2005 року започатковано серію видань «Бібліотека наукового щорічника „Україна дипломатична“». Книг серії — 21, серед яких: «Діяльність Надзвичайної дипломатичної місії УНР в Угорщині» (І. Матяш, Ю. Мушка), «Людина Планети» (А. Денисенко, В. Туркевич), «Сторінки мого життя» (М. Макаревич), «Довгий шлях до дипломатичного Олімпу» (М. Дашкевич), «Дипломатична та консульська служба у вимірі особистості».
Із 2018 року матеріали щорічника отримують унікальний цифровий ідентифікатор DOI. Видання індексовано в Google Scholar.

## Основні рубрики
- «Історія дипломатії»
- «Інституційна історія дипломатії очима її учасників»
- «Фаховий погляд дипломата»
- «Дипломатичний корпус України»
- «Сучасна дипломатія: концепції та реалії»
- «Геополітика в сучасному світі»
- «Публічна дипломатія»
- «Постаті та події»
- «Бібліографія»